# Smith Child (ammiraglio)
Smith Child (Audley, 1730 – Newfield, 21 gennaio 1813) è stato un ammiraglio britannico, distintosi come ufficiale della Royal Navy nel corso della guerra dei sette anni, dove prese parte all'assedio di Louisbourg (1758) e a quello di assedio di Pondicherry (1760), e nella successiva guerra d'indipendenza americana, dove partecipò alla battaglia di Capo Henry e a quella Chesapeake.

## Biografia
Nacque nel 1730 a Boyles Hall, Audley, vicino Stoke-on-Trent (Staffordshire), all'interno di una famiglia benestante, figlio di Smith, magistrato della contea, e della signora Mary Baddeley. Entrò nella Royal Navy nel 1747 grazie al legame di amicizia tra suo padre, il politico John Leveson-Gower, I conte di Gower e il Primo Lord dell'Ammiragliato George Anson. Prestò il primo servizio a bordo del vascello da 50 cannoni Chester, allora al comando del captain Sir Richard Spry, e il 5 novembre 1755 passò gli esami di tenente, grado che gli fu confermato due giorni dopo. Prestò servizio in Mediterraneo a bordo della Unicorn, da 28 cannoni, captain Matthew Buckle, e poi ritornò in Patria per sostenere gli esami di junior lieutenant a bordo del vascello da 90 cannoni Princess Royal, captain Charles Saunders, impiegato come nave guardiacoste presso l'estuario del Nore.
A partire dall'8 giugno 1757 fu terzo ufficiale sul vascello da 70 cannoni Devonshire partecipò alla guerra dei sette anni, distinguendosi nell'assedio di Louisbourg (6 giugno-27 luglio 1758). Il 3 novembre divenne tenente sulla Kennington da 20 cannoni, dove rimase imbarcato sino al 25 luglio 1763, partecipando all'assedio di Pondicherry nel 1760.
Nel corso del 1763 fondò una fabbrica di ceramiche a Tunstall, Staffordshire, e sposò la signorina Margaret Roylance di Newfield l'anno successivo, acquisendo una significativa proprietà dalla sua famiglia. La coppia ebbe tre figli, William morto in India, Thomas, morto in mare nel naufragio del vascello Ville de Paris, e John George morto nel 1811, due anni prima di suo padre. Tra il 27 luglio 1777 e il 30 ottobre dello stesso anno, quando fu promosso commander, fu comandante della fregata Nightingale da 22 cannoni impiegata come nave ospedale sul Tamigi.
Tra il 30 ottobre 1777 e il fu comandante della nave da trasporto Pacific, una east indiamen requisita dalla Royal Navy per esigenze di servizio. Il 15 maggio 1780 fu promosso captain e assunse il comando del vascello da 64 cannoni Raisonable. Nel dicembre dello stesso anno assunse il comando del vascello da 64 cannoni Europa assegnato in forza alla flotta dell'ammiraglio Marriot Arbuthnot. Al comando di questa nave nel marzo 1781 prese parte battaglia di Capo Henry contro una flotta francese che tentava di entrare nella baia di Chesapeake, e nel mese di settembre alla battaglia di Chesapeake, in cui gli inglesi persero il controllo della baia, consentendo la successiva decisiva vittoria franco-americana a Yorktown.
Nel novembre 1795 gli fu dato il comando del vascello a tre ponti da 120 cannoni Commerce de Marseille, una nave francese che era stata catturata dalla Royal Navy durante l'assedio di Tolone del 1793. Tale nave era stata convertita in nave deposito e da trasporto, con armamento ridotto a 50 cannoni, per una speciale missione segreta verso le Indie occidentali in cui, in forza alla squadra navale del contrammiraglio Hugh Cloberry Christian, doveva lì trasferire 1.000 uomini e molti rifornimenti. Salpata in condizioni alquanto precarie la nave fu ulteriormente danneggiata da una tempesta non molto tempo dopo la partenza, e il capitano decise rientrare al porto di partenza, Portsmouth.
La sua carriera militare risenti di questa decisione, non ricevendo più comandi operativi, assegnato al porto di Liverpool, anche se le promozioni continuarono ad arrivare. Il 14 febbraio 1799 fu promosso contrammiraglio del bianco, divenendo contrammiraglio del rosso il 1 gennaio 1801. Viceammiraglio del blu il 23 aprile 1804, divenne viceammiraglio del bianco il 9 novembre 1804, e ammiraglio del blu il 31 luglio 1810. Si spense a Newfield il 21 gennaio 1813, due anni dopo suo figlio John, e di conseguenza suo erede divenne il nipote Smith Child. Il suo corpo venne tumulato nella chiesa di St. Margaret a Wolstanton. In suo onore, e per commemorare i suoi contributi civici, nel 1893 fu eretta una torre dell'orologio a Tunstall.